# Jean-Pierre Abel-Rémusat
Jean-Pierre Abel-Rémusat (5 de septiembre de 1788 - 2 de junio de 1832) fue un sinólogo francés.

## Biografía
Nació en París y fue educado para ser un médico profesional, pero un tratado sobre hierbas chino en la colección de Abbé Tersan atrajo su atención, y comenzó a aprender leyéndolo con gran perseverancia. Tras cinco años de estudio produjo en 1811 Essai sur la langue et la littérature chinoises, y un artículo sobre lenguas extranjeras en China, el cual le consiguió el patrocinio de Silvestre de Sacy.
En 1814 una silla china, en la cual fue ubicado Rémusat, fue fundada en el Collège de France. Desde este tiempo se dedicó enteramente a los idiomas del Extremo Oriente, y publicó una serie de trabajos útiles sobre la historia de las naciones tártaras. Rémusat se convirtió en editor del Journal de savants en 1818, y fundador y primer secretario de la Société asiatique de París en 1822; también mantuvo varios cargos Gubernamentales.
En 1826, Rémusat publicó Iu-kiao-li (玉嬌梨), o "Las dos primas" una de las primeras novelas chinas conocidas en Europa (aunque la original en chino es un trabajo menor). Fue leída por Thomas Carlyle, Ralph Waldo Emerson, Goethe y Stendhal. Una lista de sus trabajos es dada en France littéraire s.v. Rémusat de Quérard. Sus cartas a Wilhelm von Humboldt también son de interés.
Poco después de su casamiento en 1830 con Jenny Lecamus, hija del alcalde Jean Lecamus, Rémusat falleció en París de cólera, y fue enterrado junto a su esposa cerca de la iglesia de St Fargeau en Saint-Fargeau-Ponthierry, Seine-et-Marne.

## Trabajos seleccionados

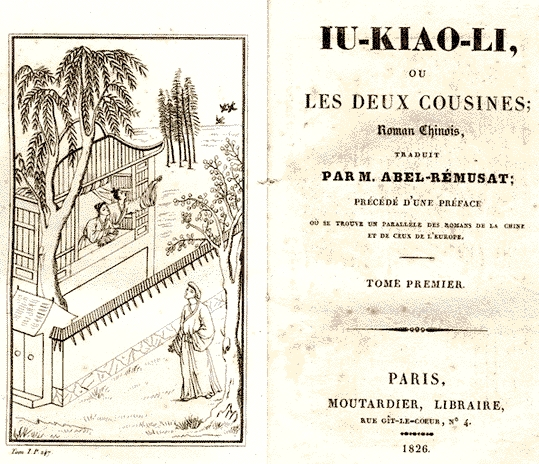
Cubierta de Iu-kiao-li, ou les deux cousines

- Note sur quelques épithétes descriptives du Bouddha. Journ. des Sav., 1819, p. 625.
- Sur la succession des 33 premiers patriarches de la religion de Bouddha. Journ. des Sav., 1821, p. 4.
- Abel-Rémusat et Humboldt, Lettres édifiantes et curieuses sur la langue chinoise, 1821-1831
- Les élémens de la grammaire chinoise, 1822
- Aperçu d'un Mémoire sur l'origine de la Hiérarchie Lamaique. Journ. As., Vol. IV., 1824, p. 257.
- Mélanges Asiatiques, ou Choix de morceaux de critique, et de mémoires relatifs aux religions, aux. sciences, à l'histoire, et à la géographie des nations orientales. Vols. I. and II., Paris, 1825.
- Iu-Kiao-Li (Les Deux Cousines), Paris, 1826.
- Nouveaux Mélanges Asiatiques, on Recueil de morceaux, &c., Vol. I. and II. 1829.
- Observations sur trois Mémoires de De Guignes insérés dans le tome XI. de la Collection de l'Académie des Inscriptions et Belles-Lettres, et relatifs à la religion samanéenne. Nouv. Journ. As., 2e série, Vol. VII. (1831), pp. 265, 269, 301.
- Observations sur Histoire des Mongols orientaux, de Ssanang-Ssetsen. Paris, 1832.
- Foé Koué Ki; ou, Relations des royaumes bouddhiques: voyage dans la Tartarie, dans l'Afghanistan et dans l'Inde, exécuté, à la fin du IVe siècle, par Chy Fa Hian. Traduit du Chinois et Commenté par M. Abel Rémusat. Ouvrage Posthume. Revu, Complété, et Augmenté d'Éclaircissements Nouveaux Par MM. Klaproth et Landresse. Paris, l'Imprimerie Royale, 1836. El título original chino es 佛國記.
- Mémoires sur un voyage dans l'Asie Centrale, dans le pays des Afghans, et des Beloutches, et dans l'Inde, exécuté à la fin du IVe Siècle de notre ère par plusieurs Samanéens de Chine. Mém. de l'Inst. royal de France, Acad. d. inscr. 1838, p. 343.
- Mélanges posthumes d'histoire et de littérature orientales. Paris, 1843.

Mucha de la bibliografía ha si posibilitada por Emil Schlagintweit, Budismo en Tibet, Appendix A, 1863. 
Además, las contribuciones prácticas y escolares de Rémusat al traducir del holandés los manuscritos japonológicos no finalizados de Isaac Titsingh a una publicación póstuma merecen reconocimiento. Estos trabajos incluyen Nihon Ōdai Ichiran (日本王代一覧, "Tabla de los reyes de Japón"), y también:
- Rémusat, A., éditeur. Mémoires et Anecdotes sur la Dynastie régnante des Djogouns, Souverains du Japon, avec la description des fêtes et cérémonies observées aux différentes époques de l'année à la Cour de ces Princes, et un appendice contenant des détails sur la poésie des Japonais, leur manière de diviser l'année, etc.; Ouvrage orné de Planches gravées et coloriées, tiré des Originaux Japonais par M. Isaac Titsingh; publié avec des Notes et Eclaircissemens Par M. Abel Rémusat. Paris (Nepveu), 1820.